# Ademar de Narbona
Ademar era un noble franc, comte de Narbona ja l'any 800, probablement nomenat poc abans per Guillem I el Sant de Tolosa. El 808 encara participava en l'expedició dels francs cap a Tortosa, al costat de Berà de Barcelona. Probablement va regir el comtat des d'abans del 800 (quan va passar a dependre del comtat de Tolosa i es van nomenar comtes en alguns llocs) fins almenys el 809. És el primer comte franc de Narbona que s'esmenta; anteriorment foren comtes Gilbert de Narbona (fins vers 751) i Miló de Narbona (vers 751-785?), que eren visigots; Magnari (785?-792) i Estormió (792-799) no són considerats segurs.
Ademar està documentat per la confirmació de Joan segons consta al diploma del 834. També apareix als diplomes de 812 i 816 relatius als refugiats hispanii, i en el primer es diu que serà enviat un exemplar a vuit comtes entre els quals figura un Adhemar (sense indicar d'on era comte), mentre al segon diu els comtats on serien enviades les còpies sense anomenar els comtes, i hi figura Narbona. El document del 834 també assenyales que Liebulf fou el successor d'Ademar.